# Sinfonía n.º 3 (Vaughan Williams)

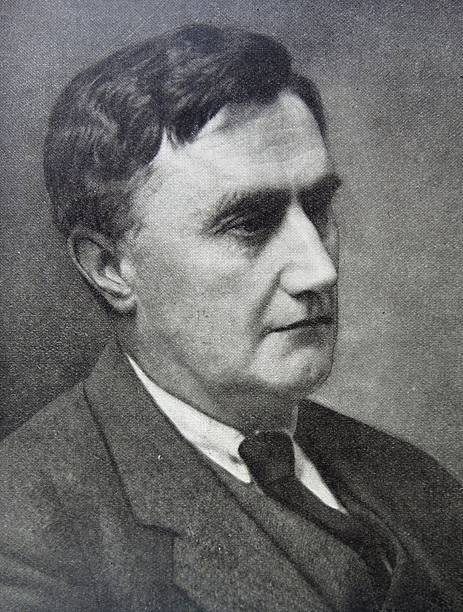
Vaughan Williams c.1920s.

A Pastoral Symphony (Sinfonía pastoral), también conocida como Sinfonía n.° 3, fue compuesta por Ralph Vaughan Williams en 1922.

## Historia

### Composición

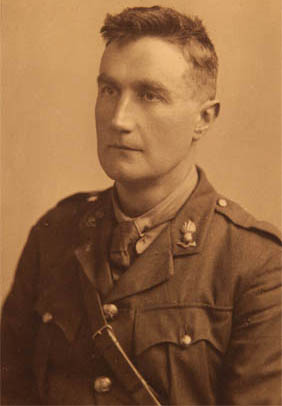
Vaughan Williams en 1917.

La composición de esta pieza se completó en 1922. La inspiración inicial de Vaughan Williams para escribir esta sinfonía le llegó en el tiempo que pasó conduciendo una ambulancia en Francia durante la Primera Guerra Mundial. Algunas de sus experiencias quedaron plasmadas en la partitura, en particular un corneta al que oyó practicar al atardecer y accidentalmente tocar un intervalo de séptima en lugar de uno de octava. Este motivo finalmente acabó siendo la cadencia de trompeta del segundo movimiento. No fue numerada hasta más tarde.

### Estreno y publicación
El estreno se celebró el 16 de enero de 1922 en Londres en una interpretación dirigida por Adrian Boult.
La primera edición de la pieza puede que fuera llevada a cabo en 1922 por la editorial F. & B. Goodwin en Londres. Algunas sinfonías de Vaughan Williams fueron publicadas con títulos descriptivos (A Sea Symphony, A London Symphony, Sinfonía antártica); otras se publicaron como Sinfonía en fa menor, en re mayor y en mi menor. A las del último grupo se las denominaba Sinfonías n.º 4, 5 y 6, pero Vaughan Williams lo desaprobaba: "Nunca he puesto números a mis sinfonías y no quiero empezar ahora". Finalmente la nueva obra fue publicada bajo el título descriptivo "A Pastoral Symphony".

## Instrumentación
La partitura está escrita para una gran orquesta formada por:
- Viento madera: 3 flautas (la tercera doblando al flautín), 2 oboes, 1 corno inglés, 2 clarinetes (en si bemol y la; el tercero doblando al clarinete bajo), 2 fagotes, 1 contrafagot.
- Viento metal: 4 trompas, 2 trompetas (en do, la primera doblando a la trompeta natural en mi bemol), 3 trombones, 1 tuba.
- Percusión: timbales, bombo, platillos, triángulo, celesta.
- Cuerda: 1 arpa y una sección de cuerdas con violines I y II, violas, violonchelos y contrabajos.
- Voces: 1 soprano (o tenor).

La voz solista solo aparece en el cuarto movimiento.

## Estructura y análisis
La sinfonía consta de cuatro movimientos:
- I. Molto moderato, en sol mixolidio 4
4
- II. Lento moderato – Moderato maestoso, en fa lidio 3
4
- III. Moderato pesante, en sol menor 3
4
- IV. Lento, en la frigio

La interpretación de esta obra dura aproximadamente 35 minutos. Esta pieza no es programática pero su espíritu es evocador como ocurre en otras creaciones del compositor. Ninguno de los movimientos es particularmente rápido o optimista. Aunque hay secciones extrovertidas aisladas, el propio compositor la describió como "cuatro movimientos, todos lentos". Tres de los cuatro movimientos presentan un carácter meditativo y lento, así como una dinámica suave. No alcanzarán un clímax fortissimo hasta el tercer movimiento. Los sosegados temas modales desarrollados orgánicamente en lugar de según la manera clásica, la escritura melismática para los principales de la sección, y la evocación mediante música folclórica inglesa llevaron a Peter Warlock a decir que era como "una vaca mirando por encima de una verja". En realidad esta pieza se puede considerar como un Réquiem de guerra de Vaughan Williams. Se trata de una de las tres obras escritas a principios de la década de 1920 que recurren a una atmósfera sobrenatural para expresar la oscura realidad de la guerra que acababa de terminar. Sus compañeras son la ópera en un acto The Shepherds of the Delectable Mountains, según Bunyan, y la Misa en sol menor para doble coro sin acompañamiento.

### I.Molto moderato
El primer movimiento, Molto moderato, está escrito en sol mixolidio y en compás de 4/4. El movimiento de apertura se abre con las maderas en ondulantes tríadas consecutivas, sobre las que el violín solista entona su primer tema folclórico, al que se unen otros solistas en un contrapunto que se desarrolla como los tallos entrelazados de las plantas. La atmósfera general es de una gran belleza armónica, a la vez diatónica y modal, con un trasfondo de melancolía.

### II.Lento moderato – Moderato maestoso
El segundo movimiento, Lento moderato – Moderato maestoso, está en fa lidio y en compás de 3/4. El movimiento lento se abre con un solo en fa mayor de trompa natural sobre un acorde en fa menor, generando una sutil disonancia. El delicado planteamiento impresiona al oyente más por la sombra implícita de la música que por el choque de notas. El tema inicial es desarrollado después por un solo de violonchelo. La trompa solista hace sonar su llamada de la, sol, mi y re contra un acorde de fa menor en las cuerdas, que se arremolina hacia arriba en un tema de auténtica tristeza en las cuerdas intermedias, en el que destaca el oboe solista. Al igual que en el primer movimiento, las líneas melódicas fluyen suavemente de una a otra. La corneta lejana acecha la brillante sección central, una cadenza acompañada para trompeta. La trompeta adopta aquí el efecto una trompeta natural en mi bemol, ya que se indica al ejecutante que no use las válvulas. Como resultado, la séptima armónica se toca en lugar de la séptima menor ordinaria, por lo que suena ligeramente desafinado. Toda la cadenza se toca sobre una nota de pedal en las cuerdas. El material de la cadenza reaparece más tarde en la trompa natural en fa, suavemente acompañado por un tema que regresa y que ahora se toca en el corno inglés. La cadenza alcanza su clímax en un tutti angustiado sobre la llamada inicial de la trompa. A medida que el movimiento se apaga, los temas de la trompa y la trompeta se entrelazan ahora en el clarinete y la trompa respectivamente. Se cierra con un acorde sosegado en el registro agudo de los violines.

### III.Moderato pesante
El tercer movimiento, Moderato pesante, está en sol menor y en compás de 3/4. El propio compositor señaló que este movimiento cumplía la función de Scherzo a modo de "danza lenta". Utiliza esbozos de una escena de Falstaff and the fairies (Falstaff y las hadas). Se trata del único movimiento libre de perturbaciones de la sinfonía. Las trompas y los trombones responden en ritmo ternario a un toque pesado y danzante de las cuerdas graves, que desemboca en una sección más rápida en la que predomina la trompeta. Los temas tienen una clara influencia folclórica y son expuestos de manera directa. La melodía de trompeta del trío regresa grandiosamente en la conclusión, para dar paso a una notable coda, muy apacible y rápida, en la que nuevos temas se precipitan en un contrapunto desenfrenado antes de desaparecer con un acorde mágico y suave de la celesta.

El trío, introducido por la sección de metales, tiene una calidad más rápida y brillante, pero conserva algo de la pesadez de la música anterior. Tras el retorno abreviado del material principal hay una coda con una escritura fugada. Esta es la única vez que aparece música verdaderamente rápida en la sinfonía. Un tema de la sección principal del movimiento se cuela en esta fuga. Concluye con un acorde mayor. 

### IV.Lento
El cuarto y último movimiento, Lento, está en la frigio. El Finale recupera la atmósfera contemplativa de los dos primeros movimientos y funciona como un resumen y coda para el resto de la sinfonía. Se abre con la voz solista de soprano que había permanecido en silencio hasta este punto y ahora entona una quejumbrosa melodía pentatónica sin letra sobre un suave redoble de timbales. Le sigue una melodía cálida y consoladora, la más desarrollada de la sinfonía. Luego la orquesta comienza una rapsodia elegíaca. La orquestación es rica y brillante, aunque las sombras oscurecen una sección más rápida en la que fragmentos del tema de la soprano protestan contra armonías problemáticas. El punto culminante de la obra llega cuando todos los violines solos y al unísono tocan appassionato la melodía inicial de la soprano como un grito a todo pulmón. El tema consolador vuelve a sonar. Se apaga con una nota aguda y brillante en las cuerdas superiores, contra la que la soprano vuelve a cantar su pasaje hasta desvanecerse en el silencio.

## Recepción de la obra
Constant Lambert escribió que su "creación de un tipo particular de ambiente gris, reflexivo y de típico paisaje inglés ha superado las exigencias de la forma sinfónica". El comentario a menudo citado de Peter Warlock de que "todo se parece demasiado a una vaca mirando por encima de una puerta" era un comentario sobre el estilo de Vaughan Williams en general, y no estaba dirigido específicamente a la Pastoral, que él por el contrario calificada como "una obra verdaderamente espléndida" y "la mejor música orquestal inglesa de este siglo". Vaughan Williams enfatizó que la obra "no es realmente de vacas retozando en absoluto como la mayoría de la gente da por sentado" en una carta a Ursula Wood fechada el 4 de octubre de 1938. Su referencia no es al paisaje pastoral inglés, sino a los campos de Francia durante la Primera Guerra Mundial, donde el compositor sirvió en el Royal Army Medical Corps.
La obra se encuentra entre las menos interpretadas de las sinfonías de Vaughan Williams, pero se ha ganado la reputación de ser una elegía sutilmente hermosa a los muertos de la Primera Guerra Mundial y una meditación sobre los sonidos de la paz.

## Discografía selecta
| Año  | Dirección               | Solista             | Orquesta                               | Discográfica | Nº catálogo        |
| ---- | ----------------------- | ------------------- | -------------------------------------- | ------------ | ------------------ |
| 1952 | Adrián Boult            | Margaret Ritchie    | Orquesta Filarmónica de Londres        | Decca        | (LP) LXT 2787      |
| 1966 | Adrián Boult            | Valerie Hill        | Orquesta Sinfónica de la BBC           | BBC Classics | (LP) 15656 91642   |
| 1968 | Adrián Boult            | Margaret Price      | Orquesta Philharmonia                  | HMV          | (LP) ASD 2393      |
| 1971 | André Previn            | Heather Harper      | Orquesta Sinfónica de Londres          | RCA          | (LP) SB 6861       |
| 1987 | Bryden Thomson          | Yvonne Kenny        | Orquesta Sinfónica de Londres          | Chandos      | (CD) CAN 8594      |
| 1988 | Guennadi Rozhdéstvenski | Yelena Dof-Donskaya | Orquesta Sinfónica Estatal de la URSS  | Melodiya     | (LP) 2170          |
| 1991 | Vernon Handley          | Alison Barlow       | Real Orquesta Filarmónica de Liverpool | EMI Eminence | (CD) CD-EMX 2192   |
| 1991 | Leonard Slatkin         | Linda Hohenfield    | Orquesta Philharmonia                  | RCA Red Seal | (CD) 09026 61194-2 |
| 1992 | Kees Bakels             | Patricia Rozario    | Orquesta Sinfónica de Bournemouth      | Naxos        | (CD) 8.550733      |
| 1996 | Andrew Davis            | Patricia Rozario    | Orquesta Sinfónica de la BBC           | Teldec       | (CD) 0630-13139-2  |
| 1996 | Bernard Haitink         | Amanda Roocroft     | Orquesta Filarmónica de Londres        | EMI Classics | (CD) 5 56564 2     |
| 1997 | Roger Norrington        | Rosa Manion         | Orquesta Filarmónica de Londres        | Decca        | (CD) 458 357-2     |
| 2002 | Richard Hickox          | Rebecca Evans       | Orquesta Sinfónica de Londres          | Chandos      | (CD) CAN 10001     |
| 2013 | Mark Elder              | Sarah Fox           | Orquesta Hallé de Mánchester           | Hallé        | (CD) CDHLL7540     |
| 2016 | Andrew Manze            | Andrew Staples      | Real Orquesta Filarmónica de Liverpool | Onyx         | (CD) ÓNIX 4161     |
| 2020 | Martyn Brabbins         | Elizabeth Watts     | Orquesta Sinfónica de la BBC           | Hyperion     | (CD) CDA68280      |